# Beware the Batman
Beware the Batman é uma série animada baseada no super-herói da DC Comics Batman. Nos Estados Unidos, a exibição começou em 13 de julho de 2013 no Cartoon Network, como parte do bloco DC Nation. A série foi criada como substituta para Batman: The Brave and the Bold e confirmada pelo Cartoon em 2012 como parte da programação do canal para 2012–13. Beware the Batman foi produzido pela Warner Bros. Animation e animado pelo Xentrix Studios na Índia.

## Premissa
Batman, o vigilante que combate o crime, se junta a espadachim Katana e ao seu mordomo e agente secreto Alfred Pennyworth para enfrentar o submundo do crime liderado por Anarquia, Ra's al Ghul, Tobias Whale, Doutor Porko, Magpie, Senhor Sapão, Humpty Dumpty e Axel Alex. Dentre eles, Anarquia foi escolhido para ser o principal antagonista.

## Elenco
- Anthony Ruivivar como The Batman / Bruce Wayne
- Sumalee Montano como Katana / Tatsu Yamashiro
- J.B. Blanc como Alfred Pennyworth
- Udo Kier como Senhor Sapão
- Lance Reddick como Ra's al Ghul
- Kurtwood Smith como Comissário James Gordon
- Cree Summer como Bethany Ravenclaw
- Grey DeLisle Magpie
- Brian George professor Porko
- Wallace Langham como Anarquia

## Desenvolvimento

### Antecedentes
Após a exibição de Batman: The Brave and the Bold terminar em novembro de 2011, uma nova série para substituí-la começou a ser produzida, então Batman poderia retornar com um "tom mais sério." Quando a série foi anunciada, foi dito que vilões menos conhecidos apareceriam como, por exemplo, Doutor Porko e Senhor Sapão dos quadrinhos de Batman and Robin criados por Grant Morrison. Sam Register, o vice-presidente executivo da Warner Bros. Animation, explicou que "nós fomos a fundo na "galeria de vilões" e pegamos alguns outros" pois o estúdio não queria criar uma série que fosse outra "história [sobre o] Coringa." Batman ganha um novo parceiro, Katana, membro dos Renegados. Register comentou que "Katana será o seu novo Robin, mas não necessariamente." Beware the Batman terá animação computadorizada num formato CGI, que foi descrito como "de ponta", similar a Green Lantern: The Animated Series.

### Realismo temático
Os desenvolvedores disseram que a série se diferenciará da anterior, pois eles escolheram se concentrar na natureza do personagem como um detetive. O combate ao crime irá dar ênfase aos aspectos processuais da resolução de um mistério. Batmam também estará mais sujeito à ameaças externas que podem lhe ferir. Mitch Watson enfatizou que "ele se machuca. Há vários episódios em que ele realmente... fica ferido."
Os requisitos da CGI, às vezes exigiam que os objetos inanimados, como navios e ruas da cidade, fossem construídos, em vez de simplesmente desenhados, criando uma necessidade na realização de cenários inteiros. Isso aumentará o tempo de produção, mas depois permitirá que os desenvolvedores tragam qualidades cinematográficas de iluminação e jogo de câmera para a série. O cinto de utilidades do Batman foi totalmente recriado pelo produtor Glen Murakami para testar como o cinto iria funcionar em movimento. "Se você realmente construí-lo, ele irá funcionar", disse Murakami. Os batarangues foram concebidos para abrirem e fecharem quando retirados do cinto. O Batmóvel também foi submetido a um exame minucioso, com uma "certa quantidade de peso" adicionada a ele enquanto se move pelas ruas da cidade, pois os produtores acharam que do contrário seria inacreditável.
Apesar de, por um lado, quererem trazer um realismo ao Batman e ao cenário, os desenvolvedores permitiram a si mesmos estilizarem a série e a aparência dos personagens.

### Personagens
Mitch Watson, co-produtor de Beware the Batman, explicou que a equipe criou para a série um Batman que "está no início de sua carreira, ele provavelmente está fazendo isso por cerca de cinco a seis anos, ele está com 30 e poucos anos." Ele ainda disse que "nós o dividimos em três partes. Há o Bruce Wayne [como homem] público, que foi levemente baseado em Richard Branson. Quisemos tornar Bruce Wayne mais altruísta e a empresa [Wayne Enterprise] mais responsável. Então, esse é o Bruce público." O personagem como um sujeito comum em sua vida privada foi descrito como "um cara mais introspectivo que realmente só lida com Alfred", que "no início da série é realmente a única pessoa que vê esse lado de Bruce Wayne." Watson complementou dizendo que "ele é quieto" e "um pouco obsessivo com [seus] assuntos particulares."
Após a primeira divulgação da série, os críticos ficaram receosos em saber como os produtores fariam para recriar Alfred Pennyworth, o mordomo do Batman, como um combatente do crime. O produtor Glen Murakami explicou que os cartazes promocionais que haviam sido emitidos à imprensa não foram originalmente destinados a esse fim, e que eles não mostravam precisamente o papel de Alfred na série. No entanto, Murakami disse que ele seria um ex-agente do MI6. "Eu acho que as pessoas irão gostar dele", disse Mitch Watson, que completou comentando: "ele é Sean Connery de Os Intocáveis. Ele é um badass." Alfred seria um homem que já teve uma condição física comparável a do Batman, que agora tem em torno de 60 anos, mas que ainda é capaz de dar conselhos e, quando necessário, ser um aliado no combate ao crime. Essa ideia foi enviada à DC Comics, que respondeu que, coincidentemente, estava levando Alfred por esse caminho. Os desenvolvedores da série originalmente pretendiam dar um papel maior ao mordomo, mas Murakami disse que reduziria suas ações, preocupado que ele pudesse ofuscar o Batman.
Vários dos vilões também foram remodelados para aparecerem na série. Os produtores anunciaram que Anarquia foi escolhido para ser o principal antagonista e foi re-caracterizado como uma mente criminosa, que iria desafiar Batman através de esquemas complexos e maquinações. Magpie, uma personagem criada na década de 80, teve seus trajes redesenhados para que tivesse uma aparência mais contemporânea.

### Preocupações com o conteúdo violento
Cientes da natureza violenta de alguns personagens, como Doutor Porko e Senhor Sapão, os criadores atenuaram a representação deles para torná-los menos violentas do que as suas contrapartes dos quadrinhos.
Devido ao Massacre em Aurora em 2012, durante uma sessão do filme Batman: O Cavaleiro das Trevas Ressurge, foi anunciado que as armas de fogo da série seriam alteradas para que parecessem menos realistas.

## Distribuição
Produzido pela Warner Bros. Animation e animado pelo Xentrix Studios na Índia, Beware the Batman teve seu primeiro episódio exibido em 13 de julho de 2013 no Cartoon Network, como parte do bloco DC Nation. Em outubro, porém, e sem nenhuma explicação oficial, a série foi substituída por reprises de Teen Titans Go!. Embora o dublador Anthony Ruivivar tenha dito que a série voltaria em janeiro, isso não aconteceu e apenas em 18 de fevereiro ouviu-se falar da série, quando os treze primeiros episódios foram lançados em DVD e Blu-ray. Em 10 de maio de 2014, a série voltou a ser exibida no bloco Toonami do canal Adult Swim, com Jason DeMarco, diretor do bloco, anunciando que todos os episódios, inclusive os onze primeiros exibidos pelo Cartoon, seriam transmitidos. Em setembro, o anúncio oficial do cancelamento da série ocorreu, com os sete episódios restantes sendo exibidos em uma maratona no dia 28. Dois dias depois, os treze episódios finais da série foram lançados em DVD e Blu-ray. Em 2017, foi transmitido em Portugal, pela RTP2, na versão original. Foi transmitido em horário nobre e atualmente é emitido no "Desalinhado". 

## Recepção
Anúncios iniciais da série foram acompanhados de cartazes com arte promocional, mostrando Alfred com armas em punhos. Em resposta às críticas de fãs, o produtor Glen Murakami reconheceu que esta imagem do cartaz era uma representação imprecisa do papel real que o personagem teria. "Você não pode ter uma pose de um cara de pé, com uma bandeja", brincou Murakami. Ele comentou que o cartaz estava destinado a ser um cartaz temático que apresentava o elenco de personagens atirando, mas que Alfred permaneceria fiel à sua caracterização original.
Scott Thill, da revista Wired, elogiou a escolha de, pela primeira vez, utilizar o vilão Anarquia em uma série de televisão, notando que a relevância do personagem segue ascensão do Occupy movement e das ações hacktivistas do Anonymous.